# Australian Ice Hockey League 2014
Die Saison 2014 war die 14. Spielzeit der Australian Ice Hockey League, der höchsten australischen Eishockeyspielklasse. Meister wurde zum ersten Mal in der Vereinsgeschichte die Melbourne Mustangs. Die H. Newman Reid Trophy für den Sieger der regulären Saison ging ebenfalls an die Mustangs.

## Modus
In der Regulären Saison absolvierte jede der acht Mannschaften insgesamt 28 Spiele. Die vier bestplatzierten Mannschaften qualifizierten sich für die Playoffs, in denen der Meister ausgespielt wurde. Für einen Sieg nach regulärer Spielzeit erhielt jede Mannschaft drei Punkte, für einen Sieg nach Overtime zwei Punkte, für eine Niederlage nach Overtime einen Punkt und für eine Niederlage nach der regulären Spielzeit null Punkte.

## Reguläre Saison

### Tabelle
|    | Klub                  | Sp | S  | OTS | OTN | N  | Tore    | Punkte |
| -- | --------------------- | -- | -- | --- | --- | -- | ------- | ------ |
| 1. | Melbourne Mustangs    | 28 | 17 | 0   | 3   | 8  | 108:088 | 54     |
| 2. | Melbourne Ice         | 28 | 14 | 3   | 3   | 8  | 104:088 | 51     |
| 3. | CBR Brave             | 27 | 14 | 2   | 2   | 9  | 106:0   | 491)   |
| 4. | Sydney Ice Dogs       | 28 | 14 | 2   | 1   | 11 | 116:097 | 47     |
| 5. | Adelaide Adrenaline   | 26 | 10 | 5   | 1   | 10 | 094:090 | 431)   |
| 6. | Newcastle North Stars | 28 | 11 | 0   | 2   | 15 | 087:106 | 35     |
| 7. | Perth Thunder         | 28 | 9  | 2   | 2   | 15 | 094:094 | 33     |
| 8. | Sydney Bears          | 27 | 6  | 1   | 1   | 19 | 068:125 | 221)   |

Sp = Spiele, S = Siege, U = Unentschieden, N = Niederlagen, OTS = Overtime-Siege, OTN = Overtime-Niederlage, SOS = Penalty-Siege, SON = Penalty-Niederlage

1) Die Spiele von CBR Brave und Sydney Bears gegen Adelaide Adrenaline vom 19. und 20. Juli 2014 wurden abgesetzt, nachdem der Mannschaftsbus von Adelaide auf dem Weg nach Canberra einen Unfall erlitt, bei dem mehrere Spieler und Offizielle verletzt wurden. Die Spiele wurden wegen Terminschwierigkeiten nicht nachgeholt und mit jeweils einem Punkt für beide Mannschaften gewertet.

## Playoffs

### Halbfinale
- Melbourne Mustangs – Sydney Ice Dogs 6:4
- Melbourne Ice – CBR Brave 6:1

### Finale
- Melbourne Mustangs – Melbourne Ice 6:1